# Walter De Maria
Walter De Maria (Albany, 1º ottobre 1935 – New York, 25 luglio 2013) è stato uno scultore statunitense.
È uno dei principali esponenti della corrente artistica detta Land Art alla quale è passato dopo un'iniziale esperienza di scultore nell'ambito della Minimal Art (alcune sue opere di questo periodo, come “Balldrop” del 1961, si trovano al Guggenheim Museum di New York).
Tra gli anni sessanta e settanta del secolo scorso inizia a intervenire direttamente sul territorio con le sue monumentali earth sculptures: nel 1968, per esempio, disegna con la calce delle linee parallele all'interno del Mojave Desert, in California, mentre nel 1977, in occasione di documenta, la grande rassegna di arte contemporanea che si svolge a Kassel, in Germania, ogni cinque anni, fa penetrare nel terreno un'asta metallica per un chilometro.
La sua opera più famosa, però, rimane The Lightning Field (1977): in questa monumentale installazione posta in un angolo remoto del deserto del Nuovo Messico De Maria cerca la complicità della natura per mettere in scena un evento sempre straordinario. Dopo aver conficcato in verticale nel terreno 400 pali metallici appuntiti su un'area di circa 3 chilometri quadrati, ne sfrutta l'effetto-parafulmine durante i temporali raccogliendo e moltiplicando la potenza dei fulmini a servizio di un grandioso spettacolo di luce.
L'opera, destinata naturalmente a sparire col tempo, si offre alla fruizione mediante fotografie e video oppure direttamente, a coloro che desiderano assistere di persona all'evento. L'installazione, infatti, è visitabile da maggio a ottobre e il flusso turistico è regolato da norme molto rigide: dopo un viaggio di circa due ore, i pochi visitatori ammessi di volta in volta vengono sistemati in un ambiente di tre stanze a quaranta minuti dall'opera; all'altipiano si giunge su un fuoristrada ed è vietato fare fotografie e riprese con la videocamera.